# موراکامی تاکه‌یوشی
موراکامی تاکه‌یوشی، نوشیما تاکه‌یوشی (به ژاپنی: 村上武吉); – ۱۵ سپتامبر ۱۶۰۴) سامورایی اهل ژاپن و یکی از ژنرال‌های سپاه دریایی موراکامی در ولایت ایو بود.